# Manicaragua, Cuba
Manicaragua là một đô thị và thành phố ở tỉnh Villa Clara của Cuba. Đô thị này nằm ở phía nam của tỉnh Villa Clara, giáp với các tỉnh Cienfuegos về phía tây và Sancti Spíritus về phía đông. Đây là một trong 4 đô thị lớn nhất Cuba. Kinh tế dựa vào trồng trọt và chế biến cà phê, thuốc lá.

## Dân số
Năm 2004, đô thị Manicaragua có dân số 73.370 người. với tổng diện tích 1.063 km² (410,4 mi²), và mật độ dân số 69,0người/km² (178,7người/sq mi).